# La Lettre anonyme
Ne doit pas être confondu avec Lettre anonyme.
Pour plus de détails, voir Fiche technique et Distribution.
La Lettre anonyme est un film muet français réalisé par Louis Feuillade, sorti en 1909.

## Fiche technique
- Titre : La Lettre anonyme
- Réalisation : Louis Feuillade
- Scénario :
- Société de production : Société des Etablissements L. Gaumont
- Pays de production :  France
- Langue : film muet avec les intertitres  en français
- Format : Noir et blanc — 35 mm — 1,33:1 — Muet
- Métrage : 240 mètres
- Durée : 8 minutes
- Dates de sortie : 
  - France : 1909

## Distribution
- Alice Tissot
- Maurice Vinot
- Renée Carl